# Kanton Homécourt
Homécourt is een voormalig kanton van het Franse departement Meurthe-et-Moselle. Het kanton maakte deel uit van het arrondissement Briey.
Op 22 maart 2015 werd het kanton opgeheven en de gemeenten gingen op in het nieuw gevormde kanton Jarny.

## Gemeenten
Het kanton Homécourt omvatte de volgende gemeenten:
- Auboué
- Batilly
- Hatrize
- Homécourt (hoofdplaats)
- Jouaville
- Moineville
- Moutiers
- Saint-Ail
- Valleroy